# Manfred Rump
Manfred Rump (* 14. Januar 1941; † 19. April 2016) war ein deutscher Fußballspieler in der DDR.

## Spielerkarriere
Der Abwehrspieler Rump debütierte in der Saison 1961/62 für den SC Empor Rostock in der DDR-Oberliga, der höchsten Spielklasse der DDR-Fußballverbandes, die aufgrund der Umstellung des Spielplans vom Kalenderjahr- auf den Sommer-Frühjahr-Rhythmus in dieser Saison 39 Spieltage binnen 18 Monaten umfasste. Dabei absolvierte Rump im letzten Saisondrittel als rechter Verteidiger alle zwölf Partien für den SC Empor, der schließlich den zweiten Platz der Abschlusstabelle belegte, nachdem das entscheidende Spiel gegen den Tabellenführer Vorwärts Berlin am letzten Spieltag mit 1:3 verloren gegangen war. Sein erstes Oberligaspiel war die Begegnung am 4. März 1962 Turbine Erfurt – Empor Rostock (2:1).
Die Saison 1962/63, in der Rump mit zehn Oberliga-Einsätzen weiterhin nicht zu Rostocks Stammkräften zählte, wurde nun mit 26 Spielen binnen zwölf Monaten ausgespielt und endete für Rostock mit dem erneuten Gewinn der Vize-Meisterschaft. 1963/64 war Rump an der dritten Rostocker Vize-Meisterschaft in Folge, die maßgeblich zum Ruf des SC Empor als „ewiger Zweiter“ beitrug, mit lediglich sieben Einsätzen beteiligt. Ab 1964/65 konnte sich Rump, der inzwischen als Innenverteidiger spielte, jedoch als Stammkraft in der Mannschaft etablieren und absolvierte 23 von 26 Punktspiele, wobei ihm am sechsten Spieltag auch sein einziges Tor in der Oberliga gelang. Am 9. September 1964 bestritt Rump ein Länderspiel mit der DDR-Nachwuchsnationalmannschaft. In der Begegnung Ungarn – DDR (1:1) stand er als Innenverteidiger in der Mannschaft. Der SC Empor erreichte in dieser Saison jedoch nur einen nach den Erfolgen der Vorjahre enttäuschenden fünften Rang in der Oberliga und konnte auch in der Folgesaison 1965/66, in der Rump mit 16 Einsätzen zum vierten Platz der Abschlusstabelle beitrug, nicht an diese Erfolge anknüpfen. Im Dezember 1965 war die Fußballsektion des SC Empor aus dem Club herausgelöst worden und trat nun als Fußballclub Hansa Rostock an.
In der Saison 1966/67 spielte der F.C. Hansa nur um den Klassenerhalt in der Oberliga und belegte schließlich den zehnten Rang des Endklassements, wobei Rump in jeder Begegnung auf dem Platz gestanden und zu den Stützen der Rostocker Mannschaft gezählt hatte. Im FDGB-Pokal 1966/67 spielte Hansa dagegen erfolgreicher und erreichte das Finale gegen Motor Zwickau. In diesem unterlag Rostock mit Rump jedoch wie schon bei drei vorhergegangenen Final-Teilnahmen und bestätigte mit der mittlerweile vierten Vize-Meisterschaft in der Saison 1967/68 nochmals den Ruf als „ewiger Zweiter“. Für Rump bedeutete die Saison 1967/68 einen Rückschritt, da er lediglich in 16 Oberliga-Partien eingesetzt wurde. In der Folgesaison 1968/69 verschwand er mit nur drei Oberliga-Einsätzen fast gänzlich aus dem Kader der Rostocker. Im durch die Vize-Meisterschaft 1967/68 erreichten Messepokal 1968/69, dem Vorläufer des späteren UEFA-Pokals, kam Rump jedoch in der zweiten Runde gegen den AC Florenz zu seinen ersten beiden Einsätzen im Europapokal.
1969/70 kam Rump zu weiteren 15 Partien für Rostock in der Oberliga und zwei weiteren Einsätzen im Messepokal 1969/70 gegen Inter Mailand. Mit dem in dieser Saison erreichten zwölften Rang der Abschlusstabelle entging Rostock nur knapp dem Abstieg in die zweitklassige Liga. In den Spielzeiten 1970/71, 1971/72 und 1972/73 gehörte Rump daraufhin mit insgesamt 64 Einsätzen wieder zu den Leistungsträgern der vormaligen Spitzenmannschaft, die nun dauerhaft in der unteren Tabellenhälfte rangierte.
Nach Abschluss der Saison 1972/73 beendete Rump, zuletzt Libero spielend, seine Oberligakarriere nach insgesamt 192 Oberliga-Einsätzen (ein Tor), 29 Spielen im FDGB-Pokal (ein Tor) sowie vier Partien im internationalen Messepokal. Danach half er noch in den DDR-Ligaspielen der 2. Mannschaft des FC Hansa aus und übernahm das Training der Kindermannschaft.

## Erfolge
- DDR-Oberliga: Vizemeister 1961/62, 1962/63, 1963/64, 1967/68
- FDGB-Pokal: Finalist 1967